# Ignacy Rymiński
Ignacy Rymiński (XVIII wiek) – generał major wojsk litewskich.
Jako dowódca 1 Regimentu Pieszego Buławy Wielkiej Litewskiej wziął udział w wojnie polsko-rosyjskiej 1792 roku. Po zwycięstwie konfederacji targowickiej pozostał w służbie. Był członkiem Komisji Wojskowej Wielkiego Księstwa Litewskiego z nominacji konfederacji targowickiej w 1793 roku. Uczestnik insurekcji kościuszkowskiej. Na czele swojego regimentu wkroczył do Wilna w celu jego obrony przed wojskami rosyjskimi. Mianowany generałem przez Tadeusza Kościuszkę.